# Platacanthomyidae
Los platacantomíidos (Platacanthomyidae) son una familia de roedores de la gran y compleja superfamilia Muroidea. Se parecen a los glíridos, pero no tienen premolares, como los otros Muroidea.
Las relaciones evolutivas de Platacanthomyidae eran inciertas hasta que un estudio de filogenética molecular encontró que fueron el primer linaje que se desgajó de los Muroidea. Se pueden distinguir de los Spalacidae y los Eumuroida (todos los muroideos no-espalácidos y no-platacantomíidos), por la forma distinta de su canal infraorbital y por la presencia de múltiples foramina en el paladar óseo.

## Taxonomía
Se reconocen 3 géneros y varias especies, de las que sólo sobreviven dos.
- Familia Platacanthomyidae
  - Género †Neocometes Schaub & Zapfe, 1953
    - †Neocometes brunonis Schaub & Zapfe, 1953
    - †Neocometes orientalis Mein, Ginsburg & Ratanasthien, 1990
    - †Neocometes similis Fahlbusch, 1966

  - Género Platacanthomys Blyth, 1859
    - †Platacanthomys dianensis Qiu, 1989
    - Platacanthomys lasiurus Blyth, 1859

  - Género Typhlomys Milne-Edwards, 1877
    - Typhlomys cinereus Milne-Edwards, 1877
    - †Typhlomys hipparionium Qiu, 1989
    - †Typhlomys intermedius Zheng, 1993
    - †Typhlomys macrourus Zheng, 1993
    - †Typhlomys primitivus Qiu, 1989